# FC Altay Constanța
Fotbal Club Altay Constanța este un fost club de fotbal din Constanța, România. Acesta a jucat între 2004 și 2006 în Liga a II-a. Proprietar și fondator a fost Tugrul Koparan.

## Palmares
Liga a IV-a Constanța
- Campioană (5): 1982–83, 1984–85, 1994–95, 1995–96, 1999–2000

Liga a III-a
- Vicecampioană (1):' 2002–03

Alte performanțe
- Liga a II-a - cea mai bună clasare: locul 10 (2005-2006)

## Foști jucători
- Vasile Elca
- Marius Soare
- Enache Câju
- Radu Oprea
- Ionel Posteucă
- Marius Milanovici
- Ervin Geomadin
- George Pitu
- Valentin Drăgoi